# Punk Statik Paranoia
Punk Statik Paranoia, to trzeci i ostatni album amerykańskiego zespołu Orgy, wydany w 2004 roku.

## Lista utworów
1. "Beautiful Disgrace" – 4:13
2. "Vague" – 4:52
3. "Ashamed" – 4:03
4. "Make Up Your Mind" – 4:00
5. "Leave Me Out" – 3:53
6. "The Obvious" – 4:12
7. "Inside My Head" – 4:16
8. "Pure" – 3:47
9. "Can't Take This" – 4:15